# Факап (роман)
«Фака́п» (от английского fuck up — «лажа, косяк, грубый промах») — фантастический роман-апокриф философа и писателя Константина Крылова в жанре фанфика и криптоистории, структура текста имитирует блог. Главными героями являются персонажи Стругацких из цикла о Мире Полудня, но в романе принципиально иная реальность.
Роман распространялся в электронном виде под псевдонимом «Михаил Харитонов» (вчерне закончен в 2013 году), а в 2022 году последовало посмертное книжное издание. В 2023 году «Факап» номинировался на премию «Новые горизонты», вызвал большой резонанс среди общественности, получив полярно противоположные отзывы. Деконструкцию коммунистического идеала Стругацких некоторые критики сравнивали с десакрализацией.

## Сюжет

### Структура текста. Ключ к чтению
Структурно текст разбит на шесть файлов, в свою очередь состоящих из фрагментов по дням (содержащих иногда разрывы): первый файл — дни 1—62; второй файл: дни 64—121; третий файл: дни 122—169; четвёртый файл: дни 174—227; пятый: дни 230—235; шестой файл — дни 237—243. Роман включает также отдельные эпилог и финал, за которыми следуют приложения: два толковых словарика, школьное сочинение Льва Абалкина с комментариями М. Харитонова, статья М. О. Хан-Балык, и уведомления от издателя и публикатора. Повествование нелинейное, включая огромное число вставных и дополнительных сюжетов, частично разъясняемых материалами приложений. Стержневая сюжетная линия разворачивается в 78 году Галактической эры. В авторском предисловии даётся ключ к пониманию событий и персонажей:

В принципе, чтобы получить от данного текста «удовольствие полное и совершенное», читателю желательно знать большинство книг братьев, посвящённых Миру Полудня. Конкретно: «Полдень, XXII век», «Далёкая Радуга», «Трудно быть богом», «Малыш», «Обитаемый остров» и «Жук в муравейнике». Действие происходит до событий, описанных в романе «Волны гасят ветер» (кроме одного малозначительного эпизода), так что аллюзий на него здесь нет. <…> Зато можно найти ссылки на «Страну багровых туч» и «Хищные вещи века», формально не входящие в цикл.

### Квест — интродукция — робинзонада (файл 1)
Действие романа происходит в альтернативном «Мире Полудня», когда сотрудник КОМКОНа-2 Яков Вандерхузе (в узком кругу общения — «дядя Яша») застрял на далёкой полузаброшенной космической станции. Подозревая, что он в предварительном заключении, и ожидая команду карателей, Вандерхузе начинает писать что-то среднее между дневником и мемуарами, попутно вспоминая историю мира, в котором он живёт, и собственные действия, предшествующие заключению.
После участия в операции «Мёртвый мир» на индустриальной планете Надежда напарник Вандерхузе — Лев Абалкин — подарил ему местную монетку из развалин, произведённую по технологиям земного уровня. Дядя Яша приходит к выводу, что биосфера планеты была уничтожена чужими прогрессорами; начальство не реагирует на рапорт, но назначает Вандерхузе на должность завхоза в КОМКОНе. Спустя много лет дядя Яша, проверяя очередную статью академика Улитнера (старый учёный намекает властям, что более осведомлён, чем ему положено), обнаруживает фотографию аналогичной монеты и ссылки на некоего Яна Сноубриджа, ментоскописта. При этом все упоминания о Сноубридже удалены из Большого Всемирного Информатория (БВИ), но по своим каналам Вандерхузе получает сведения, что Ян умер при странных обстоятельствах. Превысив полномочия, дядя Яша узнаёт, что Сноубридж перед смертью считывал воспоминания престарелого прогрессора Антона-Руматы. Приятель Вандерхузе ментоскопист Борис Левин, отвечая за запрос Якова, отметил, что оставленное Яном описание процедур — это только «вход» в разум и «выход» из него. Далее с Вандерхузе происходит некое происшествие, из-за которого ему стирают память о предыдущем месяце жизни и отправляют лечиться на планету Леонида. На Леониде Вандерхузе узнаёт, что загаженная индустриальная планета Надежда — это бывшая средневековая Аврора, где в Арканаре был прогрессором Румата. Рядом с Яковом на Леониде проходит лечение Геннадий Комов, среди вещей которого отыскивается лаксианский ключ. Столкнувшись с очередным происшествием, Вандерхузе обнаруживает новую ссылку на удалённую работу Яна Сноубриджа, которую использовал в том числе и Левин. Яков решается похитить Бориса и заставить его самого вытащить нужные сведения из мозговых клеток, но память Левина перегружена блокировками. При помощи лаксианского ключа Яков избавляет Бориса вообще от всех барьеров в психике, но тем самым неожиданно для себя превращает того в лаксианина — постчеловека. Левин покидает Землю, оставив Вандерхузе наведённые воспоминания, раскрывающие тайну. Далее, проходя очередным межпространственным порталом (и разработав очень сложный маршрут), дядя Яша оказывается на изолированной станции, которую не может покинуть: пространственный портал заблокирован извне и откроется только для переброски команды карателей.

### История Авроры — Надежды (файлы 2—4)
Из материалов Левина следовало, что после Полдня (глобальной ядерной войны и геологического катаклизма 2038 года) кто-то создал или подбросил землянам вирус, заражение которым позволяет модифицировать поведение домашних животных, но также и человека. Обработанные реципиенты превращались в идеальных исполнителей любых приказов; от человека к человеку вирус не передаётся. Вакцину от этого вируса создавал академик Сусуму Окада, который, однако, считал, что при помощи препарата можно резко улучшить моральные качества человека, в первую очередь создав существо, испытывающее удовольствие от следования долгу. Окада ввёл модификант себе, но вскоре погиб, ибо не учёл, что жизнь человека долга несовместима с реальностью, полной случайностей и глупостей. Ученик Окады — Николай Званцев — вообразил, что академик стал жертвой насильственной смерти, спрятал образцы вирусов и документацию и заблокировал себе память на двадцать лет. Приёмным сыном Званцева сделался Антон Малышев. Николай решил, что Аврора — идеальный полигон для скорейшей реморализации целого человечества и пристроил Антона в Институт Экспериментальной Истории; Антон под именем дона Руматы отправился наблюдателем на средневековую планету. Сам Званцев, пройдя процедуру омоложения, также пробирается на планету и занимает место дона Пампы. В Арканаре выясняется, что слабоумный с виду король Пиц Шестой ведёт сложнейшую игру для полного освобождения королевства от Эсторской империи и разгрома местной аристократии. Именно Пиц принял решение присоединиться вместе с королевством к Святому Ордену — весьма прогрессивной структуре для планеты на низком уровне развития. Званцев первым вышел на монахов Ордена и ввёл им вирус. В результате сложнейший план короля с бунтом серых штурмовиков и вторжением Ордена пошёл не так, как планировалось: мнимая смерть Пица Шестого превратилась в истинную. Антон, испытав нервный срыв, учинил массовую резню, после чего кто-то (или он сам) стёр ему память. Аврору закрыли для посещения, миссию свернули, мемуары Антона «Трудно быть богом» не имеют ничего общего с реальными событиями.
Оставшись в одиночку на Авроре, и признав испытания успешными, Званцев модифицирует вирус Окады, придав ему высокую заразность, и устраивает «пандемию добра». Земные спутники через восемьдесят лет после закрытия Авроры фиксируют первый космический запуск местной цивилизации. Перехваченный второй спутник содержит подписанное Званцевым приглашение посетить планету. Агенты КОМКОНа убеждаются, что Званцев не ошибся в главном — форсирование прогресса возможно, и на Авроре путь развития цивилизации ускорился по сравнению с земным в десять раз. Однако там сложилось чрезвычайно агрессивное общество, полностью пренебрегающее природоохранными мероприятиями. Земная комиссия по спасению предприняла расселение жителей Авропы малыми группами по всем планетам сопоставимого уровня развития; удалось также ослабить действие вируса-модификатора. Аврора была переименована в Надежду и вновь открыта для посещения. В экспедиции на ней побывал и Яков Вандерхузе (не посвящённый тогда в тайну), не сделав никаких ненужных выводов. Однако группы аврорианцев, переселённых на Саракш, стали чрезмерно быстро стареть и умирать от неуважения к себе; более того, симптомы проявились и у одного из ответственных за операцию землян. Оказалось, что Званцев оставил биологическую бомбу: вновь прибывающие на Аврору-Надежду земляне заражались модификацией вируса, который быстро состаривал людей, у которых программа вируса обнаруживала недостаточное следование долгу. К тому времени на Земле уже была внедрена фукамизация, которая уберегла большинство населения от «пандемии добра». Однако создание у всех землян абсолютного иммунитета и приспособления к любым условиям привело к упадку вирусологии, и быстро справиться с изобретением Званцева оказалось невозможно. Для спасения Саракша и переселённых аврорян был найден паллиатив. На Земле сохранились образцы вакуумных тубусоидов, при помощи которых развлекались когда-то последние капиталисты до Полдня. После перенастройки тубусоиды заработали в Стране Отцов, но эту систему вскоре разрушил Максим Каммерер. После нападения стран-соседей на ослабленную Страну Отцов вооружённая борьба за Родину глушит чувство невыполненного долга, спасая заражённых. На этом материалы Левина оканчивались.

### Криптократия. Финал (файлы 5—6, эпилоги и послесловия)
Параллельно ведению записок дядя Яша осваивается на станции: убедившись, что в ближайшее время его не ликвидируют, он пытается наладить быт: запустить сантехнические устройства и киберов, решить продовольственный вопрос. К станции прицеплен буй, сигнализирующий об опасном объекте, поэтому спасательные службы игнорируют Вандерхузе. Через пару месяцев лаксиане отменили визит ликвидаторов к Якову, но взамен насылали странные сны, после чего Вандерхузе на некоторое время утратил представление о границах реальности. Благодаря чтению инструкции к станции (от скуки) он отыскал кухонный комбайн и в результате гастрономических экспериментов несколько привёл в порядок психику. Наконец Вандерхузе налаживает связь с внешним миром и узнаёт, что там нет никакой паники от его исчезновения, ибо объявился двойник, поднявшийся очень высоко во властной иерархии — неформальный глава Всемирного совета Горбовский сильно что-то задолжал Вандерхузе-второму. Заместительница Вандерхузе, — влюблённая в него Саша Ветрилэ, — после сеанса межгалактической видеосвязи добирается до станции, когда заподозрила, что говорит с другим Яковом. В финале выясняется, что акцентуацию на расследование истории с планетой Аврора дяде Яше внушил голован (собакообразный носитель разума) Щекн-Иртч. Голованам благодаря действиям дяди Яши становится известно, что их искусственно вывели на Саракше в лаборатории, но непонятно, кто именно и с какой целью. Однако ликвидаторы конкурирующей службы ДГБ всё-таки добираются до Вандерхузе, и ему удаётся отбить атаку только благодаря памяти о неслучившихся событиях. Саша и Яков угоняют космический корабль и уходят в релятивистский полёт, чтобы вернуться в другое место и в другое время.
В первом эпилоге выясняется, что Полдень на Земле устроили тагоряне — представители супесциентистской негуманоидной цивилизации. Их резидент — Леонид Горбовский (Горби) — является криптоправителем земной метрополии; с самой Тагоры его давно изгнали как слабоумного и он зарабатывает на восстановление репутации тагорянской семьи. По версии Горбовского, именно тагоряне устроили глобальный эксперимент с развитием на Земле разумной жизни, но он пошёл в ненужном направлении. Даже после Полдня земная галактическая цивилизация зашла в тупик. Несколько раз Горби называет себя тэтаном. Тайное правительство Земли (включающее Геннадия Комова, Рудольфа Сикорски и Евгения Славина) обсуждает попавшие им в руки мемуары Вандерхузе; его двойник проходит медицинскую реабилитацию. Пост-эпилог излагается от лица голована. Когда резко портятся отношения Земли и Периферии (колонизируемых планет и станций), а потом начинается война метрополии и колоний, защитная система «Посев» разбрасывает обитаемые миры по неизвестным координатам, открывая возможность развития множества локальных цивилизаций.

## Литературные особенности

### Авторская позиция: реконструкция Мира Полдня

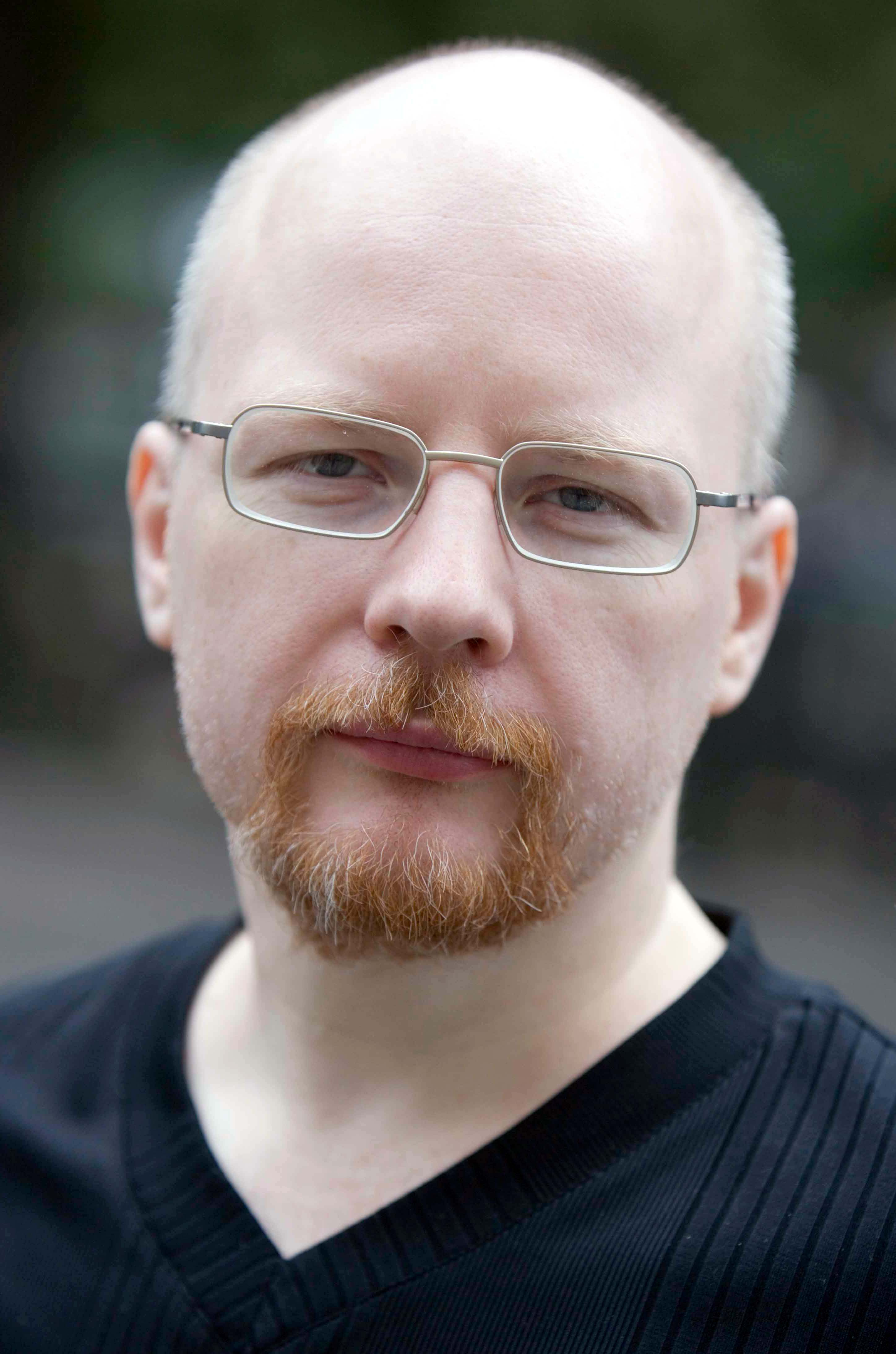
Константин Крылов в 2007 году

Во время встречи с читателями 3 апреля 2015 года, Константин Крылов ответил и на некоторые вопросы относительно «Факапа». Один из участников встречи отметил, что «Стругацкие написали такие духоподьёмные книги», но не объяснили, каким образом построенная ими картина мира работает и развивается, после чего выяснилось, что она вообще неосуществима. К. Крылов ответил, что не пытался пародировать или пытаться уязвить Стругацких, а предложил одну из моделей того, как бы мог возникнуть и функционировать Мир Полудня. Говоря о своём опыте читателя, который начался со «Страны багровых туч», К. Крылов заметил, что субъективно его раздражало множество нестыковок в деталях и абсолютная непонятность причин и мотивов совершения подвигов главными героями. Таким образом, в «Факапе» появились сюжеты о спасении Юрковского, и причины, по которой он с другом-штурманом пустился в самоубийственное погружение в кольцо Сатурна. «…Совершенно невероятный эпизод в „Стране багровых туч“, где в одиночку какой-то индус полетел на космическом корабле, непонятно откуда взявшемся… В „Факапе“ я придумал убедительное разъяснение почему он летел один, почему все это было именно так». Равным образом, для выстраивания романного мира работали нестыковки между произведениями Стругацких, например, что в «Стране багровых туч» Китай — великая космическая держава, а в «Факапе» его нет вообще. Крылов ссылался на исследование Министерства обороны, в котором при рассмотрении разных сценариев ядерной войны единственной пригодной для жизни территорией оставалась Восточная Сибирь.
Автор «Факапа» исходил из того, что описанное Стругацкими общество существует и само себя воспринимает именно так, как описано самими братьями-писателями. Однако попытаться выяснить, «как это было на самом деле», возможно только с позиции человека, который функционирует глубоко в недрах системы, то есть сотрудника спецслужб. Крылов определял общество Стругацких как «гэбэшную утопию»:

Например, простой вопрос — как устроено — у них же вроде как государство? — как устроено их государство. По формальным признакам, это государство является псевдопарламентской республикой. У них есть так называемый Мировой Совет, при этом в него не проводится выборов, судя по всему, механизм — кооптация. Он на 30—40 %, как указывают сами Стругацкие, состоит из врачей и учителей — то есть максимально манипулируемых людей… бюджетники, по большому счету. Эти бюджетники явно подписывают любые приказы и распоряжения, исходящие из головки этой организации. Головка состоит из Уважаемых Людей. Всякого рода «Горбовских», «Бадеров» и так далее, которые судя по всему, являются на самом деле просто-напросто начальниками соответствующих спецслужб.
Механизм функционирования криптократии сами Стругацкие описали в «Обитаемом острове»: в этой повести изображена «система, нарисованная на системе», то есть над государственным аппаратом находятся тайные Неизвестные Отцы. Отцы — сами по себе часть госаппарата, занимают в нём значимые посты, но никто не подозревает, что между Отцами существуют неформальные связи. Соответственно, «Факап» — попытка построить эти связи в Мире Полдня. «Мне хотелось бы сохранить гуманизм… этого мира, его обаяние…, которое есть. Но при этом нарисовать ещё и реальность. Она не страшная, она не ужасная там особенно…». Выбор для реконструкции (К. Крылов настаивал на этом термине) именно литературного мира Стругацких, объяснялся им тем, что «это единственный фантастический литературный мир, который был создан в Советском Союзе, который знают миллионы людей, который оказался успешным». Для сравнения, мир Ефремова К. Крылов категорически объявил «миром Рериха». Выбор жанра фанфика автор объяснял тем, что «это здорово экономит время», когда можно работать с разработанным литературным миром, перемещая персонажей внутри него.

### Деконструкция и десакрализация
Константин Крылов в своём романе проводил последовательную деконструкцию советского утопического проекта. Публицист Егор Холмогоров утверждал, что в литературном творчестве К. Крылова отразилось его мировоззрение (в 1992 году он принял зороастризм), что лично для Холмогорова названо дискомфортным. Как пишет Е. Холмогоров, Крылов в том числе благодаря зороастрийскому мировоззрению оставался «очень рациональным и чётко заточенным на то, чтобы всегда и во всём видеть врага во всех его проявлениях». При этом враг понимался не как внутренний искуситель, а как внешняя безжалостная сила, с которой невозможно договориться. Таким образом мир (равно как действие, благость или красота), воспринимался им как оружие, направленное Творцом против врага.
Согласно Е. Холмогорову, роман «Факап» выполнен в жанре твёрдой научной фантастики, который позволяет постмодернистски «переварить и поглотить» весь мир Стругацких. В полемическом запале критик даже заявил, что «Стругацкие диалектически „сняты“ этим текстом и принципиального значения теперь не имеют». На одном из уровней прочтения роман выполнен в «административно-производственном» жанре, демонстрируя устройство отношений в сложной бюрократической системе. В романе также развиты традиции классического русского романа Гоголя и Достоевского: «Двойничество, чиновник и дубль чиновника, лишний человек…» В «Факапе» хватает аллюзий к распаду СССР, которые «в 2020 году …уже выглядят как аллюзия на происходящее в США». Однако предпринятая К. Крыловым деконструкция исходного мира чрезмерно радикальна и даже сравнивалась с десакрализацией: «…известные нам с детства события остались ровно теми же самыми, а вот смысл происходящего после „разъяснений“ Харитонова изменился до неузнаваемости». Например, коммунизм оказался следствием тотальной ядерной войны, так называемого «Рассвета», Аврора (планета, на которой располагался город Арканар) и Надежда (мёртвая планета из повести «Жук в муравейнике») — это один и тот же мир, а в финале оказалось, что супер-сциентистская цивилизация Тагоры является инициатором эксперимента с зарождением на Земле разумной жизни и она же устроила Рассвет из-за неконтролируемого развития индустриальной цивилизации. В результате коммунистическая Земля — это криптоколония Тагоры, резидентом которой является Леонид Горбовский, чаще именуемый в тексте «Горби». Мир романа К. Крылова может характеризоваться как либерально-коммунистический либо даже как «политикум брежневского СССР с Мировым советом, которые ничего не решает, с Президиумом, который решает всё, с подковёрными играми и несменяемой геронтократией». К финалу автор деконструировал и главного героя, и собственную модель мира, что критиком оценивалось как главная ошибка романиста. В политическом отношении текст получился прокоммунистическим, не соответствуя ни политической философии автора, ни логике романного повествования. Предприниматель Глеб Архангельский рекомендовал роман практикующим управленцам и бизнес-консультантам, относя его к жанру социальной фантастики.
Журналист Татьяна Шабаева подошла к тексту «Факапа» с позиции жанровой литературы, стремясь погрузиться в текст глубже нарочитого эпатажа, ибо уже название романа неинтеллигентное («а ведь я же девочка»). Т. Шабаева отмечала, что равнодушна к Стругацким, хотя перед прочтением текста К. Крылова перечитала базовые тексты, упомянутые в предисловии. По мнению критика, роман в своей основе принадлежит к жанру робинзонады, ближе всего к нему «Морской волчонок» Майна Рида. В этом контексте красной нитью проходит линия выживания Якова Вандерхузе на затерянной на Тёмной стороне космической станции, его жизнелюбие и изобретательность. «То у него… пропадёт обогрев, то закончатся продукты, кроме безвкусной „биологической смеси“, то откуда-то прилетит буй и станет, выматывая душу, стучать в обшивку, то начнутся галлюцинации… И каждый раз этот робинзон — этот человек-как-он-есть, наедине с одиночеством, — находит решение и вообще что-нибудь находит». Фанфик по Стругацким упакован внутри робинзоновой сюжетной рамки, во время литературных экзерсисов дяди Яши на компьютере, у которого не работает клавиша «стереть». Говоря об основном содержании романа, Т. Шабаева использовала термин «обманутое ожидание»; которое проявляется как на уровне основных сюжетных ходов, так и микродеталей, создающих стиль. Причины, по которым К. Крылов избрал для деконструкции именно Стругацких, из текста неочевидны. При этом «Факап» показался обозревательнице самостоятельной книгой: «всегда хочется, чтобы Робинзон вернулся домой, а морской волчонок — выжил».
Критик и редактор Дмитрий Журин также полагал, что роман самостоятельный, это захватывающий остросюжетный триллер, лишь замаскированный под фанфик, представленный в форме мемуаров робинзона — немолодого завхоза, «и если вы ещё не запутались в смысловых слоях и маскировочных сетках, то просто представьте, что все это ещё и приправлено политической сатирой…» Деконструкция при этом произведена совершенно безжалостно и осознанно — именно тех произведений Аркадия и Бориса Стругацких, которые сделали их властителями дум советских инженеров. К середине текста М. Харитонов (критик последовательно именует автора его литературным псевдонимом) сужает свою задачу, осуществляя методичное препарирование конкретного произведения — «Трудно быть богом», что оправдано ориентацией фанфика на круг фанатов. Д. Журин оправдывает избранную Харитоновым процедуру хотя бы тем, что оригинал уже все читатели успели выучить наизусть, а предложенные версии и объяснения переворачивают Мир Полудня с ног на голову, при этом укладываясь в литературную конструкцию Стругацких, вдобавок отличаясь остроумием. Закончив мемуары Вандерхузе «демонстрационным» финалом, Харитонов в построенном на манер пьесы втором финале начинает деконструировать уже самого себя, а затем «продолжает показывать мастер-класс, деконструируя уже собственную деконструкцию», которая в очередном финальном фрагменте доходит до «примерки образа Владимира Сорокина».
Литературовед М. А. Ставитская утверждала, что ироническое авторское предуведомление полностью описывает «опус по мотивам», который является «презренным и безвкусным». Это не отменяет глубочайшей эрудиции К. Крылова и его совершенно искренней любви к творчеству Стругацких, которая, впрочем, приняла своеобразные, если не уродливо-отталкивающие, формы. За основу романа взята повесть «Трудно быть богом», деконструкция событий которой проведена с позиций «не-верьте-Толкину-я-сам-ходил-к-Ородруину-я-лучше-знаю». Главный герой — «дядя Яша» — осведомлён обо всех событиях и подноготной мотивации всех персонажей намного лучше авторов: «глазами журналиста жёлтой прессы с наклонностями вуайериста». Мир Полудня оказался постапокалиптикой, не имеющей ничего общего с пространством для счастливых людей, смыслом жизни которых является свободное творчество. Равным образом, благородный дон Румата Эсторский оказался «недоумком с проблемами латентного гомосексуалиста», который дошёл до массовой резни в первую очередь под воздействием своих психологических комплексов. Майя Ставитская отмечала, что автор не пытался имитировать стиль Стругацких, скорее, проникся произведениям братьев до степени «я лучше знаю». Тем не менее, фундаментом любого фанфика является эпигонство, и оно сильно ощущается в «Факапе»: «что у Стругацких ярко, остро, в идеальной пропорции бытовой, приключенческой, научной, романической составляющих, то у последователя муторно, многословно, квазинаучно и просто неинтересно». В итоге у автора не вышло ничего, кроме «словоблудия».
Сетевой критик Сергей Корнев после прочтения чернового варианта «Факапа» счёл текст этапным для становления К. Крылова — писателя, который может быть поставлен в один ряд с Сергеем Лукьяненко и Александром Громовым. «Факап» демонстрирует способность своего автора совместить захватывающий сюжет, интересную футурологию и философские размышления о сущности человека и мира, то есть Крылов — вполне состоявшийся «мейнстримный» писатель-фантаст. В блогосфере встречались и прямо противоположные характеристики: «Ни уму, ни сердцу, никакой связи ни с реальной ситуацией, ни с реальной перспективой. И никакого человека будущего! <…> Ну вот хочется чего-то большего — от русской-то литературы. <…> С таким литературным талантом закончить факапом — это грустно». Член жюри премии «Новые горизонты» журналист Вадим Нестеров прямо заявил, что «Факап» — это эталон литературной деятельности М. Харитонова, чьи тексты не содержат ничего, кроме «откормленных подчерепнокоробочных тараканов». Деконструкция Мира Полудня сводится к стандартному «все в дерьме», вплоть до Горбовского-рептилоида. При этом с точки зрения сюжета деконструкция-реконструкция проведена аккуратно, М. Харитонов, безусловно, талантлив, но читать его текст неприятно, ибо результат более всего напоминает «истерику в адрес недавней любви» («не имеет особого значения, сколь искусно комбинируются ругательства»).

### Конспирология и авторский произвол
Подавляющее большинство отзывов критиков и профессиональных читателей на роман «Факап» появилось в блогосфере ещё до появления книжного издания. Критик, выступающий под никнэймом ifc, выделял в эпопее два аспекта. Во-первых, К. Крылов являлся «разочарованным фанатом Мира Полудня», иначе не стал бы тратить несколько лет жизни на написание девятисот страниц о вымышленном будущем. Вероятно, им двигала «обида на то, что государство, где ты родился, оказалось столь хрупким. И что никакого светлого будущего не наступит». Во-вторых, ifc предположил, что слабой стороной стругацковского Мира Полудня было отсутствие у его героев личной жизни, упоминаемой лишь изредка и в негативном контексте. Иными словами, не очень понятно, откуда взялись идеальные люди будущего и гениальные педагоги, которые их воспитали. Обычный для Стругацких творческий метод — отказа от объяснений фантастических допущений, в данном контексте работал против них. Многочисленными смысловыми и сюжетными нестыковками и воспользовался К. Крылов, применив при этом важнейший принцип, по которому Стругацкие описывали Мир Полудня — населив его образами своих современников. «Ведь если АБС нарисовали будущее как „настоящее на анаболиках“, придав героям черты своих сограждан, живших в 40-х — 60-х годах XX столетия, то почему Крылову нельзя? Отсюда и похожесть героев „Факапа“ на наших погрязших в аппаратных интригах чиновников-современников. А Вандерхузе, того вообще, как я думаю, Крылов списал с себя». Примерно так же оценил роман математик и активист фэндома Ф. М. Ахмеджанов: текст ценен только тем, что позволяет понять, как именно меняется окружающий мир и его обитатели, «что движет автором, в какой реальности он живёт и что хочет сказать окружающим». Полемика, которую К. Крылов вёл со Стругацкими, названа не вполне честной, как как автор убрал все точки соприкосновения с Миром Полудня. Более того, в романе нет и деконструкции (примером этой последней являются «Сердца четырёх» Сорокина) и даже попытки её осуществления, это типичный фанфик конспирологического толка. Такой метод художественного письма мало что сообщает о литературном первоисточнике: «что меняется в вашей любимой книге, если кто-то в Интернете скажет, что всё было совсем наоборот?» В основе текста альтернативная версия романа «Трудно быть богом», однако, чтобы главный герой начал раскапывать этот сюжет, читатель вынужден ознакомиться со всем контекстом — историей Полдня так, как её видит автор «Факапа». Ф. Ахмеджанов субъективно утверждал, что К. Крылов вполне уловил дух оригинального «Трудно быть богом» — Антон-Румата банально глуп, не умеет и не хочет просчитывать последствия своих действий, совершенно не знает истории, а собственная чёрно-белая картина мира кажется ему истиной в последней инстанции, из чего проистекает поспешность и эмоциональность. «Алхимика он ставит намного выше, чем специалиста в государственном управлении — почему? Потому. Поставить себя на место собеседника? Упаси бог».
Одним из главных недостатков «Факапа» является его размер, составляющий контраст с небольшим количеством сюжетных событий — «разве что на крепкую повесть». Главный — он же единственный — герой полагает, что должен не просто поделиться своими воспоминаниям, но при этом сообщать все свои мысли по великому множеству второстепенных предметов. Иными словами, структура текста выстроена как блог, в формате которого автора постоянно что-то «торкает» и он спешит поделиться своими мыслями и впечатлениями «с благодарными читателями». Константин Крылов совершенно сознательно избрал именно такую стратегию повествования, ибо многословие и гиперподробность полностью погружают читателя в «настоящий» мир Полдня: «срыв покровов, обнажение естества и приводных механизмов». Однако именно размер «Факапа», по мысли Ф. Ахмеджанова, делает его неубедительным: из сцепления множества мельчайших и крупных эпизодов не складывается цельности. Идеологическая заточенность автора также полностью подчиняет повествование единственной цели — «перевернуть Полдень», и это мешает увлечься, перенапрягает сюжетную конструкцию.

В этой связи вспоминается Швейк, тоже наполненный боковыми рассказиками. Представьте себе, что все они посвящены только и исключительно срыву покровов с обреченной Австро-Венгерской империи, её разложившейся монархии и т. п. Что там нет просто анекдотов, приколов и скабрёзностей. Книга мгновенно утратит легкость и обаяние. Ну да, её обличительный пафос сильно вырастет, но число читателей уменьшится — в пределе до нуля.
Если рассматривать первоисточник — «Трудно быть богом», то, по мнению Ф. Ахмеджанова, Стругацкие честно играли со своим читателем. Искренне симпатизируя Антону-Румате, они не утверждали, что он во всем и абсолютно прав, предоставляя читателю решать вопрос о правоте или неправоте своего персонажа. Оригинальный роман, в сущности, является производственным повествованием, главный герой которого не смог преодолеть эмоций, вызванных работой, сорвался, и этот срыв повлёк множество последствий. Напротив, жанр конспирологического фанфика не даёт читателю права самостоятельного решения: автор рассказывает «как оно было на самом деле». Форма повествования от первого лица со множеством флешбэков также не позволяет проследить за развитием персонажа: Антон по мере разворачивания сюжета изменяется, развивается и действует в соответствии с обстоятельствами, тогда как «дядя Яша» просто узнаёт какую-то новую информацию и транслирует её читателю. В итоге даже квалифицированный читатель начинает скучать, несмотря на замысловатый многослойный финал: всё нивелируется чрезмерным повторением формулы «всё не так, как кажется».
Историк Михаил Мухин проанализировал «Факап» с точки зрения криптоисторического подхода. В известном смысле сами Стругацкие вызывали у поклонников желание объяснить, как именно мир коммунизма может быть устроен, ибо важнейшие основания этого мира не описывались или определялись самыми общими словами. М. Мухин утверждал, что общество у Крылова-Харитонова описано ещё более конспективно, чем у Аркадия и Бориса Стругацких. Более того, чтение романа вызывает известный диссонанс, ибо «на всю …политическую беспросветность, как гайка на винт, навёрнута коммунистическая экономика. Не социалистическая, а именно — коммунистическая. Когда практически все материальные блага, которые индивид способен потребить, ему доступны». Это позволило автору «вывернуть наизнанку и трансформировать во фрактал» практически все романы Стругацких из «полуденного» цикла, пристегнув к ним сюжетные ходы ряда произведений, в цикл не входивших. Из-за этого повествование становится чрезмерно дробным, разнообразные сюжетные линии существуют отдельно от расследования Вандерхузе, и у критика возникло ощущение, что «читателя заворачивает в какой-то кокон, и уже непонятно, где начало, где конец». В финале совершенно невозможно разобраться, где реальные события, где наведённые воспоминания, а где — не слишком уместная в контексте мистика. Имеются и существенные сюжетные упущения: по мнению М. Мухина, в финале автор позабыл про факт, что Вандерхузе действовал под ментальным воздействием голованов. Это странно, учитывая, что всю ситуацию с Яковом спланировал и разыграл почти всеведущий Горбовский. Как отмечал М. Мухин, текст «Факапа» переполнен разнообразными навязчивыми «шуточками для своих». Резкое чувство диссонанса вызвали эпизоды с лаксианским ключом. «Арканарский пиит Юрмих Тартусский — это что, смешно? <…> Назвать „Полднем“ третью мировую войну — это остроумно? Особенно в контексте цикла Стругацких?»
Некоторые блогеры отмечали, что писатель Михаил Харитонов является графоманской реинкарнацией политика Константина Крылова. Его попытка представить функционирование Мира Полудня «с высоты своей политической ангажированности» охарактеризована как забавная, в первую очередь в силу «точности описания работы бюрократической машины, которая является обязательной надстройкой у любого общества с глубоким разделением труда». Однако проблемой романа является то, что будущего в этом тексте не осталось, ибо мир Стругацких обратился в описание альтернативной современности, в некоторых места дооснащённой звездолётами и нуль-транспортировкой. Стругацкие, основываясь на образах «продвинутой современности», делали акцент на сложных для советской системы этических вопросах, тогда как Крылов-Харитонов «ничего выдающегося не предложил». Писатель основывался на материале позднего СССР, в котором «от социализма остались одни ошмётки». Многослойный финал романа воспроизводит устройство мира в представлении среднестатистического гражданина: «Заговор Очень Тайных и Очень Опасных Мосонских Лож (если он, конечно, не верит в рептилоидов)».

## Издание
Издание «Факапа» сопровождалось скандалом: текст, представляющий собой одну сплошную мистификацию, сопровождался резким обличением автора и его романа на задней стороне переплёта, приписанным критику Галине Юзефович. Из-за её протеста и обращения в правоохранительные службы нераспроданная часть тиража была отозвана, а скандальный текст заменён чёрной наклейкой, в надписи на которой разоблачалась мистификация.
- Харитонов М. Факап: роман. — М. : Городец, 2022. — 896 с. — (Книжная полка Вадима Левенталя). — 1000 экз. — ISBN 978-5-907641-02-0.

### Комментарии
1. ↑  По сюжету, в 2038 году состоялась ядерная война между союзом мусульманских стран — так называемым Халифатом, и Китаем. В результате уцелели только США, европейские страны, Советский Союз и Япония. Наиболее сильная держава — Союз Советских Коммунистических Республик (ССКР) — возглавил восстановление Земли; в его состав отказались входить Соединённые Штаты Аляски и Аргентины (СШАА). Дальше произошёл так называемый «Гудбай — это такая оттянутая обратка от Полудня. Случившаяся из-за смещения течений, пробудившегося вулканизма морского дна и так далее. Которая выморила полпланеты, но через пару лет всё стало возвращаться к норме. А что капиталисты от этого перемёрли почти все целиком — так это им не повезло»[21].
2. ↑  «В первые послеполуденные десятилетия транспорт был в основном гужевой. И по-другому быть не могло. Потому что быки и лошади не нуждаются в сборке, а производят себя сами, и заправляются углеводами, а не углеводородами. Так что импульсные ракеты с ЯРД, благодаря которым сумели восстановить орбитальный пояс, волокли на стартовые столы лошадки. А бензин из хранилищ выдавался только для спецтехники»[23].
3. ↑  Биологическим отцом Антона являлся знаменитый космолётчик Владимир Сергеевич Юрковский, который чудом выжил на Сатурне (события повести «Стажёры») благодаря некоему инопланетному артефакту, сумел устроиться в СШАА, где вступил в брак с Эрастом Минори Малышевым («увлёкся буржуазным образом жизни… и свободой всяких извращений»), а после кончины Эраста от редкого заболевания вступил в связь с его дочерью Миюки Малышевой. Иван Жилин, предупреждённый Юрковским, помог Миюки и новорождённому Антону во время Гудбая перебраться в ССКР, где она вышла замуж за Званцева; сам Юрковский погиб[27].
4. ↑  «Институт Альтернативной Истории… в свою очередь, когда-то назывался Институтом США и Канады, и был основан ещё до Полудня»[28].
5. ↑  Согласно тексту романа, Антон снял о своих подвигах в Арканаре 177-минутный фильм, — явное указание на длительность киновоплощения А. Германа[37].
6. ↑  Журналист Дмитрий Белявский высоко оценил авторский тезис, что фукамизация замедляет половое созревание: то есть подавляющее большинство землян начинает испытывать половое влечение после двадцати лет. Это создаёт принципиально иную модель брака и семейных отношений, когда люди полностью развиты интеллектуально и более или менее выбрали себе жизненную стезю[40].
7. ↑  Аналогичное мнение высказывал писатель Максим Солохин[53].

## Рецензии и некрологи
- beldmit. По многочисленным наводкам: «Факап». Живой журнал (13 июня 2016). Дата обращения: 1 июня 2025.
- cannoter. Рецензионные мысли 3. Живой журнал (7 сентября 2016). Дата обращения: 1 июня 2025.
- Farit. Михаил Харитонов. Факап. Лаборатория фантастики (4 февраля 2021). Дата обращения: 1 июня 2025.
- ifc. Талантливый русофоб невольно помогает развитию прогрессорских идей. Живой журнал (6 июня 2024). Дата обращения: 1 июня 2025.
- kornev. Величие Крылова. Живой журнал (26 декабря 2014). Дата обращения: 1 июня 2025.
- majstavitskaja. «Факап». Михаил Харитонов. Конспирологический вбоквел «Трудно быть богом». Живой журнал (12 января 2023). Дата обращения: 27 декабря 2023. Архивировано 27 декабря 2023 года.
- mihail_denisov. Несколько замечаний о «Факапе» Константина Крылова. Живой журнал (5 июня 2020). Дата обращения: 1 июня 2025.
- mohanes. Факап. Харитонов. Живой журнал (23 сентября 2016). Дата обращения: 27 декабря 2023. Архивировано 27 декабря 2023 года.
- mr_logika. Книга пророка Константина, или Несколько слов о романе Михаила Харитонова «Факап». Лаборатория фантастики (5 января 2023). Дата обращения: 1 июня 2025.
- palaman. Чёрный лебедь, что ты вьёшься… Живой журнал (12 мая 2020). Дата обращения: 1 июня 2025.
- svsek. Факап русской души. Живой журнал (7 ноября 2021). Дата обращения: 1 июня 2025.
- vad_nes. Прочитано: Михаил Харитонов, «Факап». Живой журнал (15 декабря 2023). Дата обращения: 1 июня 2025.
- wwold. Рецензия: Михаил Харитонов «Факап». Живой журнал (27 января 2015). Дата обращения: 27 декабря 2023. Архивировано 27 декабря 2023 года.
- wwold. Рецензия: Михаил Харитонов «Факап»-2. Живой журнал (21 апреля 2016). Дата обращения: 1 июня 2025.
- Встреча фантаста Михаила Харитонова с читателями (Стенограмма) (3 марта 2015). Дата обращения: 1 июня 2025.
- Журин Д. Уничтожил или дал вторую жизнь: что Михаил Харитонов сделал с наследием Стругацких. Дни.ру (29 мая 2023). Дата обращения: 1 июня 2025.
- Холмогоров Е. Михаил Харитонов. Факап. 100 книг: сайт о книгах и политике (1 января 2021). Дата обращения: 17 декабря 2023.
- Холмогоров Е. С. Константин Крылов. поведение // Вопросы национализма. — 2021. — № 1(33). — С. 21—38. — doi:10.24412/2218-1229-2021-1-21-38.
- Шабаева Т. Робинзон в Мире Полудня. Агентство политических новостей (12 мая 2024). Дата обращения: 1 июня 2025.